# Mesontoplatys bolzi
Mesontoplatys bolzi är en skalbaggsart som beskrevs av Rudolph Petrovitz 1967. Mesontoplatys bolzi ingår i släktet Mesontoplatys och familjen Aphodiidae. Inga underarter finns listade i Catalogue of Life.